# Тимлід
Тимлід або тимлідер, тімлід, тімлідер, іноді просто лід (від англ. Team Lead — керівник команди) — це IT-фахівець, який керує своєю командою розробників, володіє технічною стороною, бере участь в роботі над архітектурою проєкту, займається рев'ю коду, а також розробкою деяких особливо складних завдань на проєкті.

## Обов'язки
Тимлід — це щось середнє між проєктним менеджером і кваліфікованим девелопером.
На проєктах є дві лідерські ролі: менеджерська — Project Manager, і технічна — System Architect. Тимлідер частково виконує обидві ролі, але акцент його обов'язків спрямований на менеджмент (акцент на технічну частину — це tech lead).
Один мозок іноді не може приймати рішення самостійно. Необхідна допомога та керівництво інших. Члени команди повинні бути сумісні один з одним, щоб уникнути непотрібних конфліктів і непорозумінь.
Кожна команда повинна мати лідера команди, який може тримати свою команду разом. Керівник команди повинен бути таким, щоб кожен індивід черпав натхнення у ньому і шукав його поради та рекомендації, коли це потрібно. Він повинен бути зразком для наслідування для членів своєї команди.
Керівник команди відіграє важливу роль у керівництві і мотивуванні членів команди.

### Обов'язки
- власне менеджмент;
- розподіл і делегування завдань;
- всілякі оцінки та складання робочого графіка;
- контроль стану проєкту;
- також мітинги, комунікації з замовником;
- керівництвом і всіма членами команди (розробниками, архітекторами, тестувальниками, менеджерами).

## Якості

### Поставити мету
Лідером команди є той, хто ставить перед собою мету і завдання для команди. Кожна команда формується з метою. Лідер сам по собі не повинен ставити перед собою мету, і всі питання повинні обговорюватися на відкритому форумі. Він повинен чітко пояснити членам своєї команди їхні ролі та обов'язки. Він повинен добре розуміти членів своєї команди. Обов'язки повинні бути визначені відповідно до їх інтересів та спеціалізації.

### Неупередженість
Керівник команди повинен бути неупередженим. Він повинен підтримувати всіх однаково. Частковість призводить до негативу і конфліктів між членами команди. Не надайте перевагу нікому лише тому, що він ваш друг.

### Атмосфера в колективі
Як керівник команди слід постійно мотивувати членів своєї команди. Мотивуйте їх так, щоб наступного разу вони виконували роботу ще краще. Не критикуйте нікого. Ніколи не висміюйте чиїсь помилки, замість того виправляйте їх. Заохочуйте членів групи допомагати один одному. Створіть позитивну атмосферу на робочому місці. Переконайтеся, що члени команди не воюють між собою. У разі конфлікту не додайте палива до вогню, а намагайтеся негайно вирішити боротьбу. Прислухайтеся до обох сторін, перш ніж прийти до будь-якого висновку. Постарайтеся прийти до альтернативи, досяжної для всіх.

### Пошук помилок
Будьте наставником членів вашої команди. Члени команди повинні мати можливість отримувати знання та навички керівника команди. Тимлід повинен завжди стояти перед своєю командою. Коли команда працює добре, заслуги належать лідеру команди, аналогічно, коли команда не виконує свої дії відповідно до очікувань інших відповідальним є Тимлід. Лідер повинен володіти своїми помилками, а також членами своєї команди. Не перекидуйте свою вину на інших. Ніхто з вас не поважатиме вас.

### Допомога
Проблеми можуть виникнути в будь-який час у команді. Лідер повинен бути легко доступним для своєї команди. Член команди повинен мати право звернутися до свого наставника, коли він сам не може ухвалити рішення. Члени команди повинні бути в змозі не погодитися зі своїм лідером в будь-який час без страху. Керівник групи повинен брати на себе ініціативу зближення членів команди. Святкуйте свої дні народження, ювілеї разом, щоб всі члени команди вільніше обговорювати питання, окрім роботи. Це нормально, якщо ви розділяєте один або два жарти з ними, але переконайтеся, що ви не перетинаєте межу. Час від часу організовують пікніки або вечірки, де також можуть бути запрошені сім'ї. Такі заходи зміцнюють зв'язок між працівниками.

### Відстежування роботи команди
Обов'язок наставника — регулярно відстежувати роботу команди. Будь-який провал у виконанні будь-якого члена команди не повинен бути проігнорованим. Негайно зателефонуйте і обговоріть з ним приватно. Поговоріть з ним особисто. Заохочуйте всіх до участі в обговореннях у команді і вільно висловлюйте свої думки. Якщо будь-який член команди не виправдовує очікувань, не звільняйте його одразу. Постарайтеся дати йому ще одну можливість або, можливо, будь-яку іншу роль.

### Дисциплінованість
Керівник команди — це обличчя кожної команди, а також відповідальна особа за всю організацію. Аероплан, безумовно, зазнає краху, якщо пілот втратить фокус і контроль, аналогічно команда не може виконувати всі завдання справно, якщо і поки лідер не буде контролювати команду. Це нормально, щоб бути дружнім з членами вашої команди, але переконайтеся, що вони не беруть надмірну користь від цього жесту. Дисципліна є обов'язковою. Якщо член команди приходить до вас, щоб обговорити будь-які його особисті проблеми, прислухайтесь до нього. Спробуйте допомогти йому. Не вимагайте від своїх членів команди занадто багато послуг. Не попросіть їх їхати за покупками продуктів або замовляти квитки на фільм. Пам'ятайте, якщо ви самі не дотримуєтеся правил і положень організації, члени вашої команди ніколи не будуть це робити. Будьте дисципліновані, щоб очікувати того самого.

## Типовий робочий день Тимліда
Типовий робочий день Тимліда включає в себе :
- розгляд нових завдань і їх розподіл;
- стендап з командою;
- мітинги;
- програмування;
- архітектурні питання;
- Code review.

## Переваги і недоліки
Переваги посади в основному пов'язують з придбанням адміністративних навичок. На позиції Тимліда фахівець вчиться ефективно спілкуватися з людьми, керувати конфліктами, будувати здорову атмосферу всередині команди. Колишніх сеньйорів залучають можливості нести більшу відповідальність, вирішувати більш складні і різноманітні завдання, брати участь в розвитку бізнесу, впливати на комерційні результати компанії, навчати інших, отримувати більш високий рівень доходу. Тимлідеру доводиться відповідати як за себе, так і за інших, за кінцевий результат,- це і є один з головних недоліків. Відповідальність не завжди відповідає повноваженням і інструментарію. Потрібно бути готовим до більшого навантаження, розірваному робочому дню і необхідністю постійно перемикатися між завданнями. Якщо ви ефективно керуєте своїм бізнесом або робочою командою як керівник групи, ви можете розробити сильний імідж для свого бізнесу в громаді, а також особисту репутацію хорошого лідера. Тим не менш, ви також берете на себе більші матеріальні та соціальні ризики в групі, взявши на себе лідерську позицію або відстоюючи себе в ролі лідера.

### Переваги

#### Вплив
Як лідер групи, ви маєте більш високий потенціал впливати на напрямок і діяльність групи. Хоча ефективний лідер заохочує обговорення і заохочує інших до обміну ідеями, він, як правило, має формальну або неформальну здатність керувати рішеннями. Це дозволяє лідеру або відстоювати ідеї або варіанти, які він надає особисто або професійно, або просто мати більш сильне відчуття контролю в групі.

#### Персональний брендинг
Виділяючи себе титулом або неформальним переконанням, ви розвиваєте свій особистий і професійний образ, незалежний від своєї групи, але тісно пов'язаний з нею. Якщо ваша команда є успішною або продуктивною, ви зазвичай отримуєте користь у межах команди, а також від інших робочих груп, керівників компаній, клієнтів або партнерів за межами бізнесу. Крім того, сильна репутація ефективного лідера групи є корисним у залученні талантів до нового підприємницького підприємства або в здійсненні інших роботодавців.

### Недоліки

#### Групова ізоляція
Проте, поділ, що відбувається з лідером, може мати недоліки. Одним з них є можливість ізоляції. Ви можете уникнути цього, підтримуючи моральний дух і згуртованість. Однак помилки або невдачі групи можуть змусити членів групи звинувачувати вас і відокремити вас від команди і лідера, як одного цілого. У рамках великої компанії, ваша команда може взяти на себе традиційний менталітет «нас проти нього», де співробітники бачать себе робочими бджолами, які борються проти гніту лідера. Навіть щось так просто, як уникнути лідера під час перерв і обідів, може негативно вплинути на вашу позицію і досвід керівника групи.

#### Надмірна відповідальність
Незалежно від того, наскільки тісна ваша група, лідер в кінцевому підсумку бере на себе більш високий рівень відповідальності за дії і рішення в багатьох випадках. І бувають випадки невдачі команд. Це може зашкодити вашій особистій і професійній репутації.

## Як стати тім лідером
Щоб стати Тимлідом, необхідно проявляти ініціативу в роботі, накопичувати різноманітний технічний досвід, розвивати комунікативні навички, заробляти авторитет в колективі.
Ключові якості: працьовитість, відповідальність, проактивність, товариськість, пунктуальність.
Якщо людина — не інтроверт, має лідерські якості і вміє швидко приймати рішення, добре знає англійську, може і хоче спілкуватися з клієнтами, має хороші технічні скіли, цікавиться архітектурою, займається самонавчанням і саморозвитком, рано чи пізно він отримує пропозицію стати провідним фахівцем на проєкт, а потім і Тимліда".

## Перспективи кар'єрного розвитку
Перспективи кар'єрного розвитку Тимліда мають 2 напрямки: стати архітектором або програмним менеджером. Відповідно, на цьому етапі фахівець повинен остаточно визначитися, куди він хоче далі — в поглиблення технічної сторони або ж в менеджмент.